# Некода, Девин
Девин Некода (род. 12 декабря 2000, Брантфорд, Онтарио) — канадская актриса и танцовщица.

## Биография
У Некоды есть младший брат. Она танцует с детства, завоевала несколько титулов в Северной Америке, гастролировала с молодёжной танцевальной группой Splash’N Boots.
С 2014 года снимается в кино и на телевидении. С 2016 по 2017 год воплощала роль Ванессы Мориты в общей сложности в 60 эпизодах телесериала «За кулисами», который транслировался в том числе на канале Disney. Сыграла главную роль в сериале «Водопады Утопии».

## Фильмография
- 2014: Изабель танцует в центре внимания
- 2014: Макс и Шред (сериал, серия 1x06)
- 2014—2015: Следующий шаг (сериал, 2 серии)
- 2014—2015: Деграсси: Следующее поколение (сериал, 4 серии)
- 2015—2016: Аннедроиды (сериал, 7 серий)
- 2016: Обмен (ТВ)
- 2016: Возвышая надежды (сериал, 2 серии)
- 2016—2017: За кулисами (сериал, 60 серий)
- 2017: Мишка (короткометражный)
- 2019: Северное спасение (сериал, 2 серии)
- 2019: Четыре друга и призрачная рука (Ghostwriter) (сериал, серия 1x02)
- 2020: Водопад Утопия (сериал, 10 серий)
- 2020: Великая армия (сериал, серия 1x05)
- с 2021: Джинни и Джорджия (сериал)
- 2022: * Кроссовушка (англ. Sneakerella)
- 2023: Крик 6 / Scream VI — Аника Кайоко